# Merodon loewi
Merodon loewi är en tvåvingeart som beskrevs av Goot 1964. Merodon loewi ingår i släktet narcissblomflugor, och familjen blomflugor. Inga underarter finns listade i Catalogue of Life.